# Magdeburger Maß
Das Magdeburger Flächenmaß, der Magdeburger Morgen, wurde offiziell ab 1793 verwendet. Ab 1813 wurde es als Preußisches Maß bezeichnet.
Den Magdeburger Morgen teilte man in den Kleinen und den Großen Magdeburger Morgen.
- 1 Kleiner Morgen = 180 Quadrat-Ruten (Rheinländische) = 25.920 Preußische Quadratfuß ≈ 0,255322 Hektar = 2553,22 Quadratmeter
- 1 Magdeburger Hufe = 15 große Morgen = 30 Kleine Morgen = 5400 Quadratruten ≈ 7,6597 Hektar ≈ 0,0766 Quadratkilometer